# Harry Tañamor
Harry Tañamor (20 augustus 1977) is een Filipijns amateurbokser. Tañamor bokst in de lichtvlieggewicht klasse.
Harry Tañamor behaalde in zijn carrière diverse aansprekende resultaten. Zo won hij in 2001 en 2003 een bronzen medaille bij het wereldkampioenschap boksen. In 2007 behaalde hij de zilveren medaille, in de finale verloor Tañamor van de Chinees Zou Shiming. Bij de Aziatische Spelen 2002 behaalde hij ook de zilveren medaille.

## Olympische Spelen 2004
Harry behaalde in Athene bij de Olympische Zomerspelen 2004 de tweede ronde in het lichtvlieggewicht. In de eerste ronde won hij van Sherali Dostiev uit Tadzjikistan met 17-12. De tweede ronde verloor hij van de Zuid-Koreaan Hong Moo-Won.

## Olympische Spelen 2008
Hoewel de hoop voor de Olympische Zomerspelen 2008 in de Filipijnen voornamelijk op het boksen gevestigd was, slaagde slechts Harry Tañamor er in zich te kwalificeren voor het evenement. Tañamor werd wel gezien als een goede kanshebber op de eerste Filipijnse gouden medaille ooit en daarmee de voor Filipijnse begrippen enorme geldprijs die daarop door de regering en enkele particulieren en bedrijven was gezet. Ondanks een intensieve voorbereiding in Cuba verloor hij echter al in de 1e ronde van de Ghanees ronde Manyo Plang op punten met 3 tegen 6.